# 2012年日本賽馬
2012年日本賽馬（日語：2012年の日本競馬），是2012年（平成24年）日本賽馬界發生的重大事件及各項賽事的記錄。

## 重大事件概述

### 中央競馬

#### 福島競馬場重新開放
因上年於東日本大震災受損嚴重的福島競馬場，內部設施修復工作進度良好，最終確認可以於4月7日再度舉辦賽事。

#### 三冠雌馬再現
本年度雌馬經典戰線中，「貴婦人」於櫻花賞、優駿牝馬（日本橡樹大賽）、玫瑰錦標及秋華賞中四度擊敗強敵「極峰」，成功勝出雌馬三冠所有賽事。而其後，其更於11月的日本盃中力壓上年度三冠馬王「黃金巨匠」，以出色的姿態取得冠軍，達成年間一級賽四連勝的偉業。

#### 練馬師拒絕受訪
6月3日安田紀念舉行當日，頭馬「強勁回報」之練馬師堀宣行於日本中央競馬會職員再三勸说下，仍然拒絕接受賽後的訪問環節。
事後，日本中央競馬會公關部門發表公告，對事件表示遺憾，主席土川健之宣佈將親自聽取堀方面的意見。而東京競馬記者俱樂部決定就此事向日本中央競馬會遞交書面請求。
6月15日，日本中央競馬會以「作出不尊重馬迷心情的遺憾行為」為理由，向堀發出嚴厲警告，同時呼籲日本練馬師會及日本騎師會配合各大媒體的採訪。

#### 練馬師對賽會審議之上訴及影響
6月10日東京競馬場第8場賽事中，內田博幸的座騎於終點線前突然外閃並阻礙其他賽駒，但最終賽會僅判罰內田停賽，並未對涉事賽駒進行任何處罰。對此，受害馬的練馬師小島茂之表示不滿，要求判處涉事賽駒貶低名次的處罰但被駁回，因而小島於12日正式提交書面上訴。
6月13日，賽事裁定委員會進行詳細審議，最終駁回小島的上訴申請。對於此裁決，小島仍然不滿並考慮進一步上訴至日本體育仲裁機構。
6月22日，日本中央競馬會向受害馬馬主所屬的中山馬主協會包含主席西川賢等一眾高層説明事件，於其中承認賽事裁決基準有所缺漏，賽後審議時間亦不足。為解決此問題，日本中央競馬會決定未來向練馬師、騎師及媒體進行進一步解釋，同時制訂更透明且一致的審議標準。

#### 馬房數量更改
為確保所有練馬師旗下賽駒均有機會參賽及避免同廄競爭過大，日本中央競馬會決定於2012年10月1日開始將減少每位練馬師可超額的馬房數量，並於2013年3月1日再進一步減少。

### 地方競馬

#### 騎師暴力行為
4月29日晚上，數名隸屬帶廣競馬場的騎師於休息室內飲酒並發生爭執，期間2名騎師藤野俊一及鈴木惠介襲擊另一名23歲的騎師，導致其下巴骨折。其後北海道警帶廣警察署以涉嫌造成人身傷害分別於5月24日及6月4日逮捕藤野及鈴木。
由於涉事的2名騎師為上年度頭馬數目一直保持於頭二，其犯法的事情受到重大關注，因而負責管理帶廣競馬場的帶廣市政府以市長米澤則壽的名義發表對事件感到遺憾的聲名。同時，由於鈴木犯下嚴重罪行及失信行為，即時其於上年度達成頭馬數第一，其於本年度仍然不會獲頒獎項。

#### 引入騎師會制度
地方競馬之制度一直以來都規定騎師必須隸屬於某個練馬師的馬房。但由本年度4月1日起，隸屬南關東公營競馬4個旗下競馬場的騎師，可選擇脱離馬房並加入騎師會，相當於中央騎師的自由身。

#### 福山競馬場關閉
2010年，因投注額減少導致赤字嚴重，福山競馬場收到檢討委員會「必須保持年間有盈餘」的勒令。雖然於2011年福山競馬場因和高知競馬場的合作而增加了投注額及入場人數，但仍然累積約18億6900萬日圓的赤字。
就此事件，負責管理競馬場的福山市政府表示本年度仍然無法一次過清除累積的赤字，甚至有可能年間亦未能達致盈餘，因而需要檢討競馬場繼續存在的必要。最終，福山市市長羽田皓發表聲明，決定於2013年3月下旬廢止福山競馬並關閉競馬場。

## 時間表

### 1月-3月
- 1月2日 - 隸屬水澤競馬場的女騎師皆川麻由美宣佈退役。
- 1月5日 - 因荒尾競馬場於上年度12月23日廢止，練馬師及騎師各有去向，騎師岩永千明轉籍佐賀競馬場、杉村一樹轉籍川崎競馬場、西村榮喜轉籍船橋競馬場、吉留孝司轉籍浦和競馬場、宮平鷹志轉籍門別競馬場。而練馬師方面，幣旗吉昭、松島壽及賴本盛行3人轉籍佐賀競馬場，其餘11人選擇退役。
- 1月9日 - 中山競馬場第2場次賽事中，第十四及十六人氣的賽駒分別跑獲第二及第三，導致其「位置Q」的1063.6倍賠率打破中央競馬記錄[1]。
- 1月14日 - 「Clean」出戰大和錦標，以628公斤打破中央競馬最重出賽馬記錄[2]。
- 1月15日 -「比薩勝駒」於京都競馬場舉行退役儀式。
- 1月18日 - 九州競馬記者俱樂部選出騎師川須榮彥為2011年都「小倉草地賞」得獎者。
- 1月23日 - 練馬師小島貞博於本日行被發現在栗東訓練中心自身馬房內上吊，被緊急送往附近醫院搶救，但仍然於日本時間行6時36分宣告不治，其管理馬匹被暫時轉移到湯窪幸雄馬房[3]。
- 1月24日 - 日本中央競馬會和埼玉縣浦和競馬組合發表共同報告，決定有2月19日開始將浦和競馬場作為中央競馬的場外投注所使用，名稱定為「Wins浦和」。
- 2月1日 - 本日日本時間上午8時左右，一輛載着3名騎師上田健人、早田功駿及真島大輔的計程車於首都高速道路往埼玉縣埼玉市浦和區方向行駛時，在東京都江東區Do嘢一段道路發生輕微碰撞意外。雖然最終3人安全到達浦和競馬場，但上田及早田分別報稱頭痛及腳痛而未能策騎，真島則一切正常可以履行策騎聘約[4]。
- 2月2日 - 2008年短途馬錦標冠軍「不眠之夜」因右橈骨骨折死亡[5]。
- 2月3日 - 騎師水出大介宣佈退役，將成為美浦訓練中心練馬師鹿戶雄一馬房的訓練助手。同日，「Senor Best」出戰高知競馬場第11場賽事，以第300場出賽追平日本記錄[6]。
- 2月4日 - 騎師鈴木惠介達成本季度第207場頭馬，刷新由自身保持的輓馬季間頭馬記錄。
- 2月7日 - 競馬學校舉行本年度畢業儀式，5名畢業生均非俗稱「騎二代」或「練二代」的馬房關係者，為競馬學校創校以來首次。
- 2月9日 -  日本中央競馬會發表騎師考試的結果，共有5位騎師合格，為上述提到的5名競馬學校畢業生（包括菱田裕二、長岡禎仁、原田和真、中井裕二、山崎亮誠），相關牌照將於3月1日生效。同日，練馬師高橋隆、鶴留明雄、稻葉隆一及清水利章因到達退休年齡而宣佈退休，騎師高橋亮及伊藤直亦宣佈掛鞭，高橋將會成為練馬師，而伊藤則成為其師父粕谷昌央馬房的策騎員。
- 2月11日 - 「Senor Best」出戰高知競馬場第7場賽事，以第301場出賽打破日本記錄。
- 2月14日 - 中京競馬場設施裝修工程完工，各賽馬關聯媒體被邀請進入觀看，而騎師武豐及福永祐一則獲邀測試跑道。同日，兵庫縣競馬組合舉行例行會議，決定提早開始園田競馬場的夜馬計劃。另外，隸屬高知競馬場的女騎師森井美香確定於2月18日完成所有賽事後正式掛辮，將於同日舉行退役儀式。
- 2月24日 - 4名隸屬栗東訓練中心的騎師安藤光彰、岩崎祐己、柴原央明及田中克典宣佈退役，4人均會成為策騎員。
- 2月25日 - 隸屬佐賀競馬場的練馬師山下清散倉，其所屬騎師山下裕貴臨時轉往真島元德馬房。
- 2月29日 - 2010年阪神兩歲牝馬錦標冠軍「Reve d'Essor」退役。同日，川崎競馬場因大雪取消所有賽事，包括二級賽女帝盃。
- 3月1日 - 隸屬園田競馬場的騎師茶畑一誠向兵庫縣競馬組合交還牌照。同日，以45場頭馬保持日本純種馬最多勝利記錄的「Original Step」，將於3月4日在高知競馬場舉行退役儀式。
- 3月3日 - 中京競馬場舉行開幕儀式，邀請偶像組合SKE48成員松井玲奈作為嘉賓。
- 3月4日 - 騎師柴田大知策騎「宇宙英雄」勝出彌生賞，為其時隔14年8個月再次贏得平地分級賽，此時間間隔亦打破日本記錄。
- 3月5日 - 日本中央競馬會宣佈將於10月開始在札幌競馬場進行裝修工程，預計持續至翌年6月。同日，日本中央競馬會亦宣佈福島競馬場修復進度良好，將於4月7日重新舉行賽事並舉行開幕儀式，而當日主題賽事公開賽福島民報盃亦會加上「福島競馬再開紀念」的副標題。
- 3月11日 - 東日本大震災一週年，本日舉行比賽的中山競馬場、阪神競馬場及中京競馬場以「東日本大震災受災地支援競馬」為題舉行賽事，場內下半旗，而於地震發生的日本時間2分46秒，所有騎師將會於勝者圈為犧牲者默哀。同日中京競馬場第4場賽事爆冷，「三重彩」的105858.2萬倍賠率打破中京記錄。
- 3月14日 - 經已關閉的荒尾競馬場將會更名為「BAOO荒尾」，於4月2日開始作為地方競馬賽事的場外投注所使用。
- 3月18日 - 三冠馬「黃金巨匠」於阪神大賞途中於第二圈第三彎道時向外斜跑，雖然最終未有對賽駒進行任何處罰，但賽會勒令其需要於4月2日之後接受一次測試，為首次有三冠馬被判處如此安排。同日，於輓馬賽事擔任旁述員近30年的井馬博宣佈退休，將交棒給予後輩太田裕士及小枝佳代。
- 3月21日 - 日本中央競馬會公佈財務報告，最終錄得約63億日圓的虧損，為1957年以來首次，主要原因為上年度支出約50億日圓作為東日本大震災支援金，及撥出56億日圓用以修復設施。
- 3月22日 - 騎師小林淳一掛鞭，將於4月1日開始成為競馬學校之教官。
- 3月25日 - 阪神競馬場第2場賽事中，第十二人氣的賽駒跑獲第二，其「位置」的140.8倍賠率打破阪神記錄。
- 3月29日 - 騎師南井大志掛靴，進入栗東訓練中心練馬師南井克巳（亦即其父親）之馬房，以策騎員身份工作。

### 4月-6月
- 4月4日 - 日本中央競馬會宣佈於4月8日中山競馬場當日舉行的春雷錦標將會作為競馬學校創校30週年紀念競走舉行，屆時馬匹入場時的背景音樂會為競馬學校校歌，而誘導馬則會由穿着競馬學校教官服的教官乘騎。
- 4月5日 - 「Clean」勝出船橋競馬場第11場賽事，以621公斤位居地方競馬最重勝利馬的第二位[7]。
- 4月6日 - 騎師岩崎方元及中地雄一掛鞭[8]。
- 4月7日 - 福島競馬場重新舉辦賽事。同日中山競馬場第2場賽事爆冷，「單T」的33453.9倍賠率為中央競馬第二高
- 4月11日 - 門別競馬場室內訓練中斜路工程完成。
- 4月13日 - 騎師柴田直樹掛鞭。
- 4月15日 - 騎師武豐於中山競馬場第10場賽事跑獲第三，達成中央競馬累計獎金700億日圓。同日，騎師內田博幸策騎「黃金船」勝出皋月賞，成為首位勝出雄馬經典三冠賽事的地方出身騎師。
- 4月18日 - 騎師田嶋翔掛鞭，進入栗東訓練中心練馬師作田誠二馬房作為訓練助手工作。
- 4月29日 - 第十四人氣的「霹靂戰駒」勝出春季天皇賞，「獨贏」的159.6倍賠率打破賽事記錄[9]。同日，女皇盃在香港沙田馬場舉行，參戰的「統治地位」獲得冠軍[10]。
- 5月1日 - 騎師小嶋久輝掛鞭。
- 5月6日 - NHK一哩賽最後直路上，「Shigeru Sudachi」因「加州山城」的內閃而發生墮馬意外，「加州山城」被判取消資格，為1991年日本引入現行處罰制度後首次在一級賽中宣佈賽駒取消資格，而「加州山城」的騎師岩田康誠則被停賽4個賽馬日。至於受傷的騎師後藤浩輝則出現頸椎挫傷，翌日進行詳細檢查後確認有頸椎損傷導致頸椎骨折的可能性而需要入院。同日，騎師山中利夫勝出金澤競馬場第1場賽事，以62歲9個月之齡打破地方競馬最年長頭馬騎師的記錄。
- 5月10日 - 練馬師出川龍一退休。
- 5月16日 - 「Love Kinzo」勝出門別競馬場第6場賽事，為其父系「Black Tide」子嗣中的首勝，亦為於本年度有首年度子嗣初出的種馬之首勝。
- 5月17日 - 日本中央競馬會宣佈將此前福島競馬場賽事投注額中的2億1000萬日圓及賽事期間籌集到的115萬日圓捐出作為支援基金。岩手縣騎師及練馬師會以「保存記憶」為理由，決定將整個2012年賽季以「東日本大震災復興祈願賽事」作為主題。
- 5月21日 -  地方競馬全國協會發表第一輪騎師及練馬師考試的結果，共有1位騎師、3位練馬師及2位副練馬師合格。相關牌照將於6月1日生效。同日，練馬師久保杉利明退役，3位練馬師久保杉隆、庄子昭彥及高橋清顯開倉。
- 5月26日 - 東京競馬場第2場賽事中，第十六及十二人氣的賽駒分別跑獲第二及第三，「位置Q」的1091.0倍賠率打破中央競馬記錄。同日，騎師細川弘則掛鞭，練馬師稻垣純緒退休。
- 5月27日 - 騎師岩田康誠被罰停賽後復出的首戰隨即策騎「華麗輝煌」勝出東京優駿（日本打吡）[11]。
- 6月3日 - 騎師幸英明出戰香港賽馬會盃，達成第13000場出賽，亦為第12位達成此成就的騎師，更為最快達成的一位。同日，「Tagano Happiness」勝出阪神競馬場第5場賽事，為其父系「Tagano Guernica」子嗣中的首勝，亦為於本年度有首年度子嗣初出的種馬之中央首勝。另外，騎師福永祐一分別策騎「Straw Hat」及「強勁回報」勝出麒麟錦標及安田紀念，繼昨日策騎「邁向輝煌」勝出鳴尾紀念後勝出分級賽，亦成為首位於兩日間勝出三場分級賽的騎師。
- 6月17日 - 福島競馬場第6場賽事中，第十四人氣的賽駒跑獲第一，其「獨贏」和「位置」的328.9倍及104.0倍賠率分別為福島的第一高及第二高。與此同時，此賽駒的練馬師二本柳俊一亦贏得時隔4年2個月的第一場中央頭馬。
- 6月23日 - 米子錦標發生爆冷，「三重彩」的127275.0倍賠率打破阪神記錄。
- 6月27日 - 日本中央競馬會捐出7億日圓作為支援基金。

### 7月-9月
- 7月1日 - 練馬師藤澤和雄勝出函館競馬場第5場賽事，以1132場頭馬成為第8高的練馬師。
- 7月2日 - 岩手縣競馬組合繼上年度的「JRA vs 岩手競馬」後，宣佈今年繼續舉辦騎師對抗賽，並改為以「JRA vs 地方其他地區 vs 岩手競馬」的三隊形式進行。
- 7月5日 - 日本中央競馬會宣佈騎師武豐將會出戰8月11日於英國雅士谷賽馬場舉行的識價盃。同日，千葉縣競馬組合宣佈於千葉縣芝山町開設場外投注所「f-keiba成田」。
- 7月15日 - 「黃金巨匠」正式宣佈參賽凱旋門大賽，將由蘇銘倫策騎[12]。同日，騎師中館英二出戰新潟競馬場第7場賽事，達成第17000次出賽，為日本史上第4位達成此數字的騎師。另外，日本國內最年長的騎師山中利夫掛鞭。
- 7月16日 - 上述提到的騎師對抗賽於盛岡競馬場舉行，勝出的隊伍為岩手競馬代表隊「Team IWATE」。
- 7月18日 - 日本中央競馬會向岩手縣捐出6億日圓。
- 7月20日 - 日本中央競馬會及地方競馬全國協會宣佈，騎師西村太一及石川慎將會出戰8月4日於澳門氹仔馬場舉行的亞洲見習騎師挑戰賽。
- 7月21日 - 英皇喬治六世及皇后伊利沙伯錦標於英國雅士谷馬場舉行，出戰的「華麗輝煌」取得第八[13]。
- 7月23日 - 兵庫縣競馬組合發表園田競馬場賽事日程，賽事日將由星期二、三、四舉行改為星期二、三、五舉行。
- 7月28日 - 唐津特別中，第十五人氣的賽駒跑獲第三，「位置」的143.9倍賠率打破小倉記錄。
- 7月30日 - 騎師福永祐一勝出美國德爾馬馬場第3場賽事，為其2005年策騎「西沙里奧」勝出美國橡樹大賽後時隔7年再度於美國取勝[14]。
- 8月4日 - 新潟競馬場第5場賽事出現爆冷，「三重彩」的298329.5倍記錄打破公營競技記錄。
- 8月6日  - 以55勝保持地方競馬最多勝的「Monaku Kabakichi」退役，將於8月12日在福山競馬場舉行退役儀式
- 8月12日 - 騎師武豐以世界隊隊長身份出戰識價盃並勝出，然而因於賽事途中用鞭不當被判罰停賽4個賽馬日。同日，佐賀競馬場第7場賽事出現爆冷，「二重彩」及「三重彩」的3945.8倍及52241.6倍賠率均打破佐賀記錄。
- 8月20日 - 「週日寧靜」最後一匹在日本中央競馬會註冊的子嗣、曾兩勝三級賽的「超微粒子」退役。
- 8月27日 - 栗東訓練中心4個馬房被爆竊，共損失310萬日圓現今及2個金牌[15]。
- 9月1日 - 日本中央競馬會宣佈早前在新潟競馬場舉行的慈善義賣暨騎師握手會共籌得37萬6000日元。同日「東瀛佐敦」半弟「圖森赫馬」因右前腳患有肌腱炎退役。
- 9月3日 - 騎師吉田稔掛鞭。
- 9月5日 - 騎師長谷川浩大掛鞭，將會成為策騎員[16]。
- 9月7日 - 園田競馬場舉行夜馬，為首次有關西地方的馬場舉行此形式的賽事。
- 9月10日 - 日本中央競馬會於東京都舉行例行會議，主要討論撤消對外國馬主的部分限制[17]。
- 9月11日 - 帶廣市政府決定開發新系統，以用作在帶廣競馬場投注中央賽事。
- 9月13日 - 2010年三冠馬后「夏威夷鳥」因右前腳出現肌腱炎退役。
- 9月16日 - 福伊錦標於法國隆尚競馬場舉行，出戰的「黃金巨匠」取得勝利。
- 9月17日 - 騎師蛯名正義策騎「超常駿驥」勝出聖烈特紀念，達成第100場分級賽頭馬，亦為第3位達成此成就的騎師。同日，地方競馬全國協會發表第二輪騎師及練馬師考試的結果，共有1位騎師及2位練馬師。
- 9月22日 - 騎師濱中俊勝出阪神競馬場第7場賽事，達成首次年間第100場頭馬，亦為第4快達成此成就的騎師。
- 9月25日 - 福山競馬事務局開始接受「位置Q」的投注。
- 9月26日 - 騎師武英智掛靴，將會成為栗東訓練中心練馬師木原一良馬房的策騎員。

### 10月-12月
- 10月2日 - 北海道競馬事務局正式接受「位置Q」的投注。
- 10月4日 - 練馬師太田進退役。
- 10月7日 - 凱旋門大賽於法國隆尚馬場舉行，出戰的「黃金巨匠」及「羅馬名山」分別獲得亞軍及第十七。
- 10月8日 - 輓馬賽事中保持最高齡勝利記錄的「Golden Barge」宣佈退役，將以10月28日帶廣競馬第2場賽事作為退役戰並與之後舉行退役儀式。
- 10月10日 - 北海道競馬交易拍賣推進協會宣佈因上場馬不足而取消拍賣會。
- 10月13日 - 騎師福永祐一出戰京都競馬場第11場賽事，達成第12000場出賽，為第19位達成此數字的騎師，亦為最快達成的騎師[18]。
- 10月14日 - 「貴婦人」勝出秋華賞，成為2010年「夏威夷鳥」後的第四匹三冠雌馬。
- 10月15日 - 日高輕種馬農業協同組合決定重新舉辦秋季拍賣會。同日，騎師早見多加志掛鞭[19]。
- 10月16日 - 日本中央競馬會宣佈因入場人數減少，決定於來年關閉「Wins銀座通」、「Wins靜內」及「Win室蘭」三間場外投注所。
- 10月17日 - 會計檢查院指出日本中央競馬會於賽事日結束後安排接送騎師的計程車存在浪費現象，要求儘快改善。
- 10月18日 - 日本中央競馬會公佈騎師及練馬師初試的結果，共有2名騎師及24名練馬師合格，騎師當中包括來自地方的騎師戶崎圭太。練馬師複試將於11月27至29日舉行，而騎師複試將於翌年1月28之30日舉行。
- 10月19日 - 避戰菊花賞的打吡馬「華麗輝煌」因右前腳患上肌腱炎退役。
- 10月21日 - 練馬師須貝尚介派出「黃金船」勝出菊花賞，達成第100場頭馬，成為第158位達成此成就的練馬師，更為最快達成的練馬師。另外，於同一場賽事策騎「Sky Dignity」獲得第二的曼迪沙寶在賽後報告其於第二圈第四彎附近右肩出現脫臼的情況，於其後的賽事需要易配。
- 10月22日 - 日本中央競馬會宣佈天皇（今上皇）明仁及皇后（今上皇后）美智子將會於10月28日到場觀看秋季天皇賞，為時隔7年再次出現天覽競馬。同日，騎師芹沢純一宣佈掛鞭，將會成為栗東訓練中心練馬師鹿戶明馬房作為訓練助手。
- 10月28日 - 天皇（今上皇）明仁及皇后（今上皇后）美智子到場觀看秋季天皇賞，賽後冠軍「榮進閃耀」的騎師杜滿萊無視日本中央競馬會的規定下馬，向兩陛下的方向作單膝跪。
- 11月3日 - 育馬者盃系列賽事於美國聖雅尼塔馬場舉行，出戰育馬者盃草地大賽的「創始先鋒」取得殿軍[20]。
- 11月7日 - 3位練馬師保田一隆、坂本勝美及嶋田功退休。
- 11月11日 - 騎師曼迪沙寶於東京競馬場第7場賽事中右肩再度出現脱臼，由於此為短時間內的第二次發生，因而其選擇向日本中央競馬會交還客串牌照以便返回西班牙接受手術[21]。
- 11月14日 - 練馬師伊藤靖則退役。
- 11月16日 - 日本中央競馬會宣佈，翌年開始東京優駿的頭馬獎金將會增加至2億日圓[22]。
- 11月24日 - 騎師佐藤哲三於京都競馬場第10場賽事墮馬被緊急送往京都府京都市內的醫院，檢查結果為四肢共7個部位骨折、外傷性氣胸及右肘關節脱臼[23]。
- 11月25日 - 於日本盃跑獲亞軍的「黃金巨匠」之陣營因直路上衝撞對跑獲冠軍的「貴婦人」提出抗議，賽後審議未有處罰賽駒，「貴婦人」的騎師岩田康誠被罰停賽2個賽馬日[24]。同時跑獲第八的「紅色禮物」之陣營向同時對跑獲第五及第六的「超常駿驥」及「東瀛佐敦」提出抗議，但最終均被駁回。
- 11月27日 - 北海道競馬事務局因暴風雪暫停「Aiba登別室蘭」於明日的業務。
- 11月28日 - 3名騎師千葉直人、穗苅壽彥及田面木博公掛鞭。
- 11月29日 - 隸屬輓馬賽事的「琴似站前場外投注所」開始受理對大井競馬場的投注業務。
- 12月1日 - 「東海奇謀」勝出長途馬錦標，以10歲之齡和於2008年勝出小倉大賞賞的「Asaka Defeat」並列分級賽最高齡優勝馬。
- 12月4日 - 騎師野元昭嘉宣佈退役，將作為栗東訓練中心練馬師松田博資馬房的訓練助手工作。
- 12月6日 - 日本中央競馬會公佈練馬師複試結果，合格者當中包括騎師飯田祐史及石橋守、以及馬伕出身的森田直行[25]。
- 12月7日 - 日本政府以「薪酬高於國家公務員」為理由，要求包含日本中央競馬會在內的5個特殊法人降低員工薪金。
- 12月8月 - 騎師幸英明出戰阪神競馬場第2場次賽事，達成年間第1009場出賽，刷新自身保持的記錄。
- 12月9月 - 香港國際賽事於香港沙田馬場舉行，出戰香港瓶的「網絡電郵」取得亞軍、出戰香港短途錦標的「龍王」及「真機伶」分別取得冠軍及第七、出戰香港一哩錦標的「瑞士名錶」及「大賽波士」分別取得第六及第十二，為首次有日本馬勝出香港短途錦標[26]。
- 12月10日 - 練馬師小久保智勝出浦和競馬場第11場賽事，達成年間第113場頭馬，打破南關東公營競馬記錄[27]。
- 12月11日 - 騎師渡邊薰彥掛靴，將作為栗東訓練中心練馬師沖芳夫馬房的訓練助手工作[28]。
- 12月12日 - 5名騎師今村康成、小林慎一郎、鈴来直人、芹澤純一及野元昭嘉掛鞭，前3位將會作為訓練助手工作。同日，練馬師雜賀正光勝出高知競馬場第1場賽事，達成年間第266場頭馬，刷新由自身保持的記錄。
- 12月13日 - 騎師山口勲取得第45屆日本職業體育功勞賞，阿部隆則獲得新人賞。
- 12月16日 - 金澤競馬場第10場賽事出現爆冷，「三重彩」的838538.0萬賠率打破金澤記錄。
- 12月17日 - 地方競馬全國協會發表第三輪騎師及練馬師考試的結果，共有1位騎師合格。
- 12月21日 - 川崎競馬場第9場賽事出現爆冷，「三重彩」的110581.2倍賠率為川崎記錄[29]。
- 12月22日 - 騎師熊澤重文策騎「Marvelous Kaiser」勝出中山大障礙，成為首位同時勝出平地及跳欄一級賽的騎師。同日，騎師四位洋文因於阪神競馬場第5場賽中出現疏忽策騎的情況，因而被判罰停賽30日。
- 12月23日 - 目前處於客串其的意大利騎師杜滿萊因出現急性尿道結石導致本日所有座騎需要易配，出戰有馬紀念的「榮進閃耀」由三浦皇成策騎。
- 12月25日 - 騎師青木芳之被發現於神奈川縣橫濱市金澤區內的家中死亡，警方初步懷疑為自殺[30]。
- 12月26日 - 騎師鬼束實掛鞭。
- 12月27日 - 騎師池崎祐介掛鞭。
- 12月31日 - 騎師笹木美典掛鞭。

## 各賽事結果

### 中央競馬・平地一級賽
| 賽事名                         | 賽事名                         | 賽事名                         | 優勝馬         | 性齡 | 騎師                   | 練馬師                 | 所屬    |
| 月日                           | 馬場                           | 距離                           | 優勝馬         | 性齡 | 馬主                   | 馬主                   | 時間    |
| ------------------------------ | ------------------------------ | ------------------------------ | -------------- | ---- | ---------------------- | ---------------------- | ------- |
| 第29回二月錦標                 | 第29回二月錦標                 | 第29回二月錦標                 | Testa Matta    | 雄6  | 岩田康誠               | 村山明                 | JRA栗東 |
| 2月19日                        | 東京競馬場                     | 泥1600米                       | Testa Matta    | 雄6  | 吉田和美               | 吉田和美               | 1:35.4  |
| 第42回高松宮紀念               | 第42回高松宮紀念               | 第42回高松宮紀念               | 真機伶         | 雌5  | 池添謙一               | 安田隆行               | JRA栗東 |
| 3月25日                        | 中京競馬場                     | 草1200米                       | 真機伶         | 雌5  | 鈴木隆司               | 鈴木隆司               | 1:10.3  |
| 第72回櫻花賞                   | 第72回櫻花賞                   | 第72回櫻花賞                   | 貴婦人         | 雌3  | 岩田康誠               | 石坂正                 | JRA栗東 |
| 4月8日                         | 阪神競馬場                     | 草1600米                       | 貴婦人         | 雌3  | Sunday Racing Co Ltd   | Sunday Racing Co Ltd   | 1:34.6  |
| 第72回皋月賞                   | 第72回皋月賞                   | 第72回皋月賞                   | 黃金船         | 雄3  | 内田博幸               | 須貝尚介               | JRA栗東 |
| 4月15日                        | 中山競馬場                     | 草2000米                       | 黃金船         | 雄3  | 小林英一               | 小林英一               | 2:01.3  |
| 第145回春季天皇賞              | 第145回春季天皇賞              | 第145回春季天皇賞              | 霹靂戰駒       | 雄5  | 石橋脩                 | 中村均                 | JRA栗東 |
| 4月29日                        | 京都競馬場                     | 草3200米                       | 霹靂戰駒       | 雄5  | 前田幸治               | 前田幸治               | 3:13.8  |
| 第17回NHK一哩賽                | 第17回NHK一哩賽                | 第17回NHK一哩賽                | 機伶獵駒       | 雄3  | 秋山真一郎             | 平田修                 | JRA栗東 |
| 5月6日                         | 東京競馬場                     | 草1600米                       | 機伶獵駒       | 雄3  | 鈴木隆司               | 鈴木隆司               | 1:34.5  |
| 第7回維多利亞一哩賽            | 第7回維多利亞一哩賽            | 第7回維多利亞一哩賽            | 捕鯨之旅       | 雌4  | 橫山典弘               | 田中清隆               | JRA美浦 |
| 5月13日                        | 東京競馬場                     | 草1600米                       | 捕鯨之旅       | 雌4  | 嶋田賢                 | 嶋田賢                 | 1:32.4  |
| 第73回優駿牝馬（日本橡樹大賽） | 第73回優駿牝馬（日本橡樹大賽） | 第73回優駿牝馬（日本橡樹大賽） | 貴婦人         | 雌3  | 川田將雅               | 石坂正                 | JRA栗東 |
| 5月20日                        | 東京競馬場                     | 草2400米                       | 貴婦人         | 雌3  | Sunday Racing Co Ltd   | Sunday Racing Co Ltd   | 2:23.6  |
| 第79回東京優駿（日本打吡）     | 第79回東京優駿（日本打吡）     | 第79回東京優駿（日本打吡）     | 華麗輝煌       | 雄3  | 岩田康誠               | 矢作芳人               | JRA栗東 |
| 5月27日                        | 東京競馬場                     | 草2400米                       | 華麗輝煌       | 雄3  | Sunday Racing Co Ltd   | Sunday Racing Co Ltd   | 2:23.8  |
| 第62回安田紀念                 | 第62回安田紀念                 | 第62回安田紀念                 | 強勁回報       | 雄6  | 福永祐一               | 堀宣行                 | JRA美浦 |
| 6月3日                         | 東京競馬場                     | 草1600米                       | 強勁回報       | 雄6  | 吉田照哉               | 吉田照哉               | 1:31.3  |
| 第53回寶塚紀念                 | 第53回寶塚紀念                 | 第53回寶塚紀念                 | 黃金巨匠       | 雄4  | 池添謙一               | 池江泰壽               | JRA栗東 |
| 6月24日                        | 阪神競馬場                     | 草2200米                       | 黃金巨匠       | 雄4  | Sunday Racing Co Ltd   | Sunday Racing Co Ltd   | 2:10.9  |
| 第46回短途馬錦標               | 第46回短途馬錦標               | 第46回短途馬錦標               | 龍王           | 雄4  | 岩田康誠               | 安田隆行               | JRA栗東 |
| 9月30日                        | 中山競馬場                     | 草1200米                       | 龍王           | 雄4  | Lord Horse Club Co Ltd | Lord Horse Club Co Ltd | 1:06.7  |
| 第17回秋華賞                   | 第17回秋華賞                   | 第17回秋華賞                   | 貴婦人         | 雌3  | 岩田康誠               | 石坂正                 | JRA栗東 |
| 10月14日                       | 京都競馬場                     | 草2000米                       | 貴婦人         | 雌3  | Sunday Racing Co Ltd   | Sunday Racing Co Ltd   | 2:00.4  |
| 第73回菊花賞                   | 第73回菊花賞                   | 第73回菊花賞                   | 黃金船         | 雄3  | 内田博幸               | 須貝尚介               | JRA栗東 |
| 10月21日                       | 京都競馬場                     | 草3000米                       | 黃金船         | 雄3  | 小林英一               | 小林英一               | 3:02.9  |
| 第146回秋季天皇賞              | 第146回秋季天皇賞              | 第146回秋季天皇賞              | 榮進閃耀       | 雄5  | 杜滿萊                 | 藤原英昭               | JRA栗東 |
| 10月28日                       | 東京競馬場                     | 草2000米                       | 榮進閃耀       | 雄5  | 平井豐光               | 平井豐光               | 1:57.3  |
| 第37回女皇伊利沙伯二世盃       | 第37回女皇伊利沙伯二世盃       | 第37回女皇伊利沙伯二世盃       | Rainbow Dahlia | 雌5  | 柴田善臣               | 二之宮敬宇             | JRA美浦 |
| 11月11日                       | 京都競馬場                     | 草2200米                       | Rainbow Dahlia | 雌5  | 田中由子               | 田中由子               | 2:16.3  |
| 第29回一哩冠軍賽               | 第29回一哩冠軍賽               | 第29回一哩冠軍賽               | 瑞士名錶       | 雄4  | 武豐                   | 西園正都               | JRA栗東 |
| 11月18日                       | 京都競馬場                     | 草1600米                       | 瑞士名錶       | 雄4  | 大西定                 | 大西定                 | 1:32.9  |
| 第32回日本盃                   | 第32回日本盃                   | 第32回日本盃                   | 貴婦人         | 雌3  | 岩田康誠               | 石坂正                 | JRA栗東 |
| 11月25日                       | 東京競馬場                     | 草2400米                       | 貴婦人         | 雌3  | Sunday Racing Co Ltd   | Sunday Racing Co Ltd   | 2:23.1  |
| 第13回日本盃泥地大賽           | 第13回日本盃泥地大賽           | 第13回日本盃泥地大賽           | 大和熱驥       | 雄5  | 酒井學                 | 大橋勇樹               | JRA栗東 |
| 12月2日                        | 阪神競馬場                     | 泥1800米                       | 大和熱驥       | 雄5  | 小林百太郎             | 小林百太郎             | 1:48.8  |
| 第64回阪神兩歲牝馬錦標         | 第64回阪神兩歲牝馬錦標         | 第64回阪神兩歲牝馬錦標         | 織紗長袍       | 雌2  | 秋山真一郎             | 須貝尚介               | JRA栗東 |
| 12月9日                        | 阪神競馬場                     | 草1600米                       | 織紗長袍       | 雌2  | Silk Racing Co Ltd     | Silk Racing Co Ltd     | 1:34.2  |
| 第64回朝日盃未來錦標           | 第64回朝日盃未來錦標           | 第64回朝日盃未來錦標           | 標誌名駒       | 雄2  | 杜滿萊                 | 田中剛                 | JRA美浦 |
| 12月16日                       | 中山競馬場                     | 草1600米                       | 標誌名駒       | 雄2  | 吉田照哉               | 吉田照哉               | 1:33.4  |
| 第57回有馬紀念                 | 第57回有馬紀念                 | 第57回有馬紀念                 | 黃金船         | 雄3  | 内田博幸               | 須貝尚介               | JRA栗東 |
| 12月23日                       | 中山競馬場                     | 草2500米                       | 黃金船         | 雄3  | 小林英一               | 小林英一               | 2:31.9  |

### 中央競馬・跳欄一級賽
| 賽事名             | 賽事名             | 賽事名             | 優勝馬           | 性齡 | 騎師       | 練馬師     | 所屬    |
| 月日               | 馬場               | 距離               | 優勝馬           | 性齡 | 馬主       | 馬主       | 時間    |
| ------------------ | ------------------ | ------------------ | ---------------- | ---- | ---------- | ---------- | ------- |
| 第14回中山跳欄大賽 | 第14回中山跳欄大賽 | 第14回中山跳欄大賽 | Majesty Bio      | 雄5  | 柴田大知   | 田中剛     | JRA美浦 |
| 4月14日            | 中山競馬場         | 障4250米           | Majesty Bio      | 雄5  | Bio Co Ltd | Bio Co Ltd | 5:02.9  |
| 第135回中山大障礙  | 第135回中山大障礙  | 第135回中山大障礙  | Marvelous Kaiser | 雄4  | 熊澤重文   | 柴田政見   | JRA栗東 |
| 12月22日           | 中山競馬場         | 障4100米           | Marvelous Kaiser | 雄4  | 笹原貞生   | 笹原貞生   | 4:48.8  |

### 地方競馬・一級賽
| 賽事名                   | 賽事名                   | 賽事名                   | 優勝馬           | 性齡 | 騎師                  | 練馬師                | 所屬    |
| 月日                     | 馬場                     | 距離                     | 優勝馬           | 性齡 | 馬主                  | 馬主                  | 時間    |
| ------------------------ | ------------------------ | ------------------------ | ---------------- | ---- | --------------------- | --------------------- | ------- |
| 第61回川崎紀念           | 第61回川崎紀念           | 第61回川崎紀念           | 醒目飛鷹         | 雄7  | 武豐                  | 小崎憲                | JRA栗東 |
| 1月25日                  | 川崎競馬場               | 泥2100米                 | 醒目飛鷹         | 雄7  | 大川徹                | 大川徹                | 2:10.7  |
| 第24回柏市紀念           | 第24回柏市紀念           | 第24回柏市紀念           | 希望之城         | 雄7  | 佐藤哲三              | 安達昭夫              | JRA栗東 |
| 5月2日                   | 船橋競馬場               | 泥1600米                 | 希望之城         | 雄7  | 友駿競馬俱樂部        | 友駿競馬俱樂部        | 1:36.5  |
| 第35回帝王賞             | 第35回帝王賞             | 第35回帝王賞             | Gold Blitz       | 雄5  | 川田將雅              | 吉田直弘              | JRA栗東 |
| 6月27日                  | 大井競馬場               | 泥2000米                 | Gold Blitz       | 雄5  | Carrot Farm Co Ltd    | Carrot Farm Co Ltd    | 2:03.0  |
| 第14回日本泥地打吡       | 第14回日本泥地打吡       | 第14回日本泥地打吡       | Hatano Vainqueur | 雄3  | 四位洋文              | 昆貢                  | JRA栗東 |
| 7月11日                  | 大井競馬場               | 泥2000米                 | Hatano Vainqueur | 雄3  | Good Luck Farm Co Ltd | Good Luck Farm Co Ltd | 2:05.3  |
| 第25回一哩冠軍南部盃     | 第25回一哩冠軍南部盃     | 第25回一哩冠軍南部盃     | 希望之城         | 雄7  | 佐藤哲三              | 安達昭夫              | JRA栗東 |
| 10月8日                  | 盛岡競馬場               | 泥1600米                 | 希望之城         | 雄7  | 友駿競馬俱樂部        | 友駿競馬俱樂部        | 1:35.9  |
| 第12回日本育馬場盃短途賽 | 第12回日本育馬場盃短途賽 | 第12回日本育馬場盃短途賽 | 大成傳奇         | 雄5  | 内田博幸              | 矢作芳人              | JRA栗東 |
| 11月5日                  | 川崎競馬場               | 泥1400米                 | 大成傳奇         | 雄5  | 田中成奉              | 田中成奉              | 1:26.6  |
| 第12回日本育馬場盃經典賽 | 第12回日本育馬場盃經典賽 | 第12回日本育馬場盃經典賽 | 奇銳駿           | 雄6  | 和田龍二              | 佐藤正雄              | JRA栗東 |
| 11月5日                  | 川崎競馬場               | 泥2100米                 | 奇銳駿           | 雄6  | 山本信行              | 山本信行              | 2:12.5  |
| 第63回全日本兩歲優駿     | 第63回全日本兩歲優駿     | 第63回全日本兩歲優駿     | Someries         | 牝2  | 藤岡佑介              | 藤岡健一              | JRA栗東 |
| 12月19日                 | 川崎競馬場               | 泥1600米                 | Someries         | 牝2  | 哈雅·賓特·侯賽因公主  | 哈雅·賓特·侯賽因公主  | 1:41.9  |
| 第58回東京大賞典         | 第58回東京大賞典         | 第58回東京大賞典         | 古國傳說         | 雄4  | 岩田康誠              | 藤原英昭              | JRA栗東 |
| 12月29日                 | 大井競馬場               | 泥2000米                 | 古國傳說         | 雄4  | 太田美實              | 太田美實              | 2:05.9  |

### 輓馬・一級賽
| 賽事名             | 賽事名             | 賽事名             | 優勝馬          | 性齡 | 騎師       | 練馬師   | 所屬   |
| 月日               | 馬場               | 距離               | 優勝馬          | 性齡 | 馬主       | 馬主     | 時間   |
| ------------------ | ------------------ | ------------------ | --------------- | ---- | ---------- | -------- | ------ |
| 第34回帶廣紀念     | 第34回帶廣紀念     | 第34回帶廣紀念     | Kanesa Black    | 雄10 | 松田道明   | 松井浩文 | 帶廣   |
| 1月2日             | 帶廣競馬場         | 輓200米            | Kanesa Black    | 雄10 | Toyo牧場   | Toyo牧場 | 2:32.2 |
| 第5回天馬賞        | 第5回天馬賞        | 第5回天馬賞        | First Star      | 雄5  | 藤本匠     | 長部幸光 | 帶廣   |
| 1月3日             | 帯廣競馬場         | 輓200米            | First Star      | 雄5  | 小向勝司   | 小向勝司 | 2:00.7 |
| 第43回Irene紀念    | 第43回Irene紀念    | 第43回Irene紀念    | Nishiki Eikan   | 雄3  | 鈴木惠介   | 村上慎一 | 帶廣   |
| 3月11日            | 帯廣競馬場         | 輓200米            | Nishiki Eikan   | 雄3  | 仙頭富萬   | 仙頭富萬 | 1:40.7 |
| 第44回輓馬紀念     | 第44回輓馬紀念     | 第44回輓馬紀念     | Nishiki Daijin  | 雄11 | 鈴木惠介   | 村上慎一 | 帶廣   |
| 3月25日            | 帶廣競馬場         | 輓200米            | Nishiki Daijin  | 雄11 | 仙頭富萬   | 仙頭富萬 | 2:34.0 |
| 第24回輓馬大獎賽   | 第24回輓馬大獎賽   | 第24回輓馬大獎賽   | Kinga Ryusei    | 閹8  | 安部憲二   | 久田守   | 帶廣   |
| 8月12日            | 帶廣競馬場         | 輓200米            | Kinga Ryusei    | 閹8  | 田中春美   | 田中春美 | 2:28.6 |
| 第37回輓馬橡樹大賽 | 第37回輓馬橡樹大賽 | 第37回輓馬橡樹大賽 | Takara Hayahime | 牝3  | 大河原和雄 | 小林長吉 | 帶廣   |
| 12月2日            | 帶廣競馬場         | 輓200米            | Takara Hayahime | 牝3  | 藤田千代   | 藤田千代 | 1:52.5 |
| 第41回輓馬打吡     | 第41回輓馬打吡     | 第41回輓馬打吡     | Asahi Ryusei    | 雄3  | 西將太     | 松井浩文 | 帶廣   |
| 12月23日           | 帶廣競馬場         | 輓200米            | Asahi Ryusei    | 雄3  | 松本俊夫   | 松本俊夫 | 1:41.5 |

### 海外勝利
| 賽事名             | 賽事名             | 賽事名             | 賽事名             | 優勝馬   | 性齡 | 騎師                    | 練馬師                  | 所屬    |
| 月日               | 國家/地區          | 馬場               | 距離               | 優勝馬   | 性齡 | 馬主                    | 馬主                    | 時間    |
| ------------------ | ------------------ | ------------------ | ------------------ | -------- | ---- | ----------------------- | ----------------------- | ------- |
| 第38屆女皇盃       | 第38屆女皇盃       | 第38屆女皇盃       | 第38屆女皇盃       | 統治地位 | 雄5  | 李寶利                  | 角居勝彥                | JRA栗東 |
| 4月29日            | 香港               | 沙田馬場           | 草2000米           | 統治地位 | 雄5  | Sunday Racing Co Ltd    | Sunday Racing Co Ltd    | 2:02.38 |
| 第58屆福伊錦標     | 第58屆福伊錦標     | 第58屆福伊錦標     | 第58屆福伊錦標     | 黃金巨匠 | 雄4  | 蘇銘倫                  | 池江泰壽                | JRA栗東 |
| 9月16日            | 法國               | 隆尚馬場           | 草2400米           | 黃金巨匠 | 雄4  | Sunday Racing Co Ltd    | Sunday Racing Co Ltd    | 2.34.26 |
| 第14屆香港短途錦標 | 第14屆香港短途錦標 | 第14屆香港短途錦標 | 第14屆香港短途錦標 | 龍王     | 雄4  | 岩田康誠                | 安田隆行                | JRA栗東 |
| 12月9日            | 香港               | 沙田馬場           | 草1200米           | 龍王     | 雄4  | Lord Racing Club Co Ltd | Lord Racing Club Co Ltd | 1:08.50 |

### 騎師邀請賽
| 賽事名                       | 賽事名                       | 冠軍       | 所屬       |
| 月日                         | 馬場                         | 冠軍       | 所屬       |
| ---------------------------- | ---------------------------- | ---------- | ---------- |
| 第26回全日本新人王爭霸戰     | 第26回全日本新人王爭霸戰     | 高畑皓一   | 兵庫園田   |
| 1月16日                      | 高知競馬場                   | 高畑皓一   | 兵庫園田   |
| 第10回佐佐木竹見盃騎師大獎賽 | 第10回佐佐木竹見盃騎師大獎賽 | 繁田健一   | 南關東浦和 |
| 1月24日                      | 川崎競馬場                   | 繁田健一   | 南關東浦和 |
| 2012騎師隊伍對抗賽           | 2012騎師隊伍對抗賽           | Team IWATE | 岩手       |
| 7月16日                      | 盛岡競馬場                   | Team IWATE | 岩手       |
| 回歸騎師盃                   | 回歸騎師盃                   | 山口勲     | 佐賀       |
| 7月22日                      | 佐賀競馬場                   | 山口勲     | 佐賀       |
| 超級騎師大賽預賽外卡賽2012   | 超級騎師大賽預賽外卡賽2012   | 岡田祥嗣   | 福山       |
| 9月21日                      | 高知競馬場                   | 岡田祥嗣   | 福山       |
| 超級騎師大賽預賽2012         | 超級騎師大賽預賽2012         | 山口勲     | 佐賀       |
| 10月5日及19日                | 大井競馬場及佐賀競馬場       | 山口勲     | 佐賀       |
| 第26回世界超級騎師大賽       | 第26回世界超級騎師大賽       | 潘頓       | 香港       |
| 11月24日及25日               | 東京競馬場                   | 潘頓       | 香港       |
| 第21回黃金騎師盃             | 第21回黃金騎師盃             | 田中學     | 兵庫姫路   |
| 12月13日                     | 園田競馬場                   | 田中學     | 兵庫姫路   |

## 馬匹獎項

### JRA賞
- 馬后：貴婦人（雌3、栗東・石坂正馬房）
- 最佳2歲雄馬：標誌名駒（雄2、美浦・田中剛馬房）
- 最佳2歲雌馬：織紗長袍（雌2、栗東・須貝尚介馬房）
- 最佳3歲雄馬：黃金船（雄3、栗東・須貝尚介馬房）
- 最佳3歲雌馬：貴婦人（雌3、栗東・石坂正馬房）
- 最佳4歲及以上雄馬：黃金巨匠（雄4、栗東・池江泰壽馬房）
- 最佳4歲及以上雌馬：真機伶（雌5、栗東・安田隆行馬房）
- 最佳短途馬：龍王（雄4、栗東・安田隆行馬房）
- 最佳泥地馬：大和熱驥（雄5、栗東・大橋勇樹馬房）
- 最佳跳欄馬：Majesty Bio（雄5、美浦・田中剛馬房）

### NAR大獎
- 馬后：Love Michan（雌5、笠松・柳江仁馬房）
- 最佳2歲雄馬：General Grant（雄2、船橋・出川克己馬房）
- 最佳2歲雌馬：Honey Pie（雌2、門別・角川秀樹馬房）
- 最佳3歲雄馬：Art Sahara（雄3、大井・荒山勝德馬場）
- 最佳3歲雌馬：Asuka Libre（雌3、船橋・川島正行馬房）
- 最佳4歲及以上雄馬：Furioso（雄8、船橋・川島正行馬房）
- 最佳4歲及以上雌馬：Love Michan（雌5、笠松・柳江仁馬房）
- 最佳短途馬：Love Michan（雌5、笠松・柳江仁馬房）
- 最佳草地馬：從缺
- 最佳輓馬：Kanesa Black（雄10、帶廣、松井浩文馬房）
- 泥地分級賽特別賞：希望之城（雄7、栗東・安達昭夫馬房）

## 人物獎項

### JRA賞
- 冠軍練馬師：角居勝彥（栗東、59勝）
- 最高勝率練馬師：須貝尚介（栗東、17.2%勝率）
- 最高獎金練馬師：池江泰壽（栗東、19億5417萬7000日圓獎金）
- 優秀技術練馬師：須貝尚介（栗東）
- 冠軍騎師：濱中俊（栗東・自由身、131勝）
- 關東冠軍騎師：蛯名正義（美浦・自由身、123勝）
- 關西冠軍騎師：濱中俊（栗東・自由身、131勝）
- 最高勝率騎師：橫山典弘（美浦・自由身、18.0%）
- 最高獎金騎師：岩田康誠（栗東・自由身、35億4479萬3600日圓獎金）
- 騎師大賞：從缺
- 冠軍跳欄賽騎師：北澤伸也（栗東・自由身、13勝）
- 冠軍新人騎師：從缺

### NAR大獎
- 冠軍練馬師：雜賀正光（高知、290勝）
- 最高獎金練馬師：川島正行（船橋、5億4740萬8000日圓獎金）
- 最高勝率練馬師：川西毅（名古屋、35.9%勝率）
- 殊勳練馬師獎：從缺
- 冠軍騎師：戶崎圭太（大井・香取和孝馬房、367勝）
- 最高獎金騎師：戶崎圭太（大井・香取和孝馬房、10億9344萬2000日圓獎金）
- 最高勝率騎師：赤岡修次（高知・工藤英嗣馬房、30.8%勝率）
- 優秀新人騎師：阿部龍（門別・角川秀樹馬房）
- 優秀女性騎師：從缺
- 最佳運動精神獎：赤岡修次（高知・工藤英嗣馬房）
- 殊勳騎師獎：從缺
- 特別賞：岡崎準（福山・江口秀博馬房）、山口勲（佐賀・東真市馬房）、山中利夫（金澤・井樋一也馬房）

### 日本職業體育大賞
- 功勞賞：岩田康誠（栗東・自由身）、山口勲（佐賀・東真市馬房）
- 新人賞：阿部龍（門別・角川秀樹馬房）

## 頭馬達成記錄

### 騎師
首勝
- 館澤直央（帶廣、2月13日）
- 中井裕二（中京、3月3日）
- 原田和真（中山、3月10日）
- 山崎亮誠（中山、4月1日）
- 小山紗知伽（佐賀、4月8日）
- 菱田裕二（阪神、4月14日）
- 鴨宮祥行（園田、4月19日）
- 阿部龍（門別、4月26日）
- 山本聰紀（船橋、4月30日）
- 江里口裕輝（大井、6月6日）
- 山中悠希（高知、11月17日）
- 長岡禎仁（中京、12月9日）

100勝
- 松山弘平（小倉、2月5日）
- 島津新（帶廣、3月24日）
- 高田潤（阪神、4月1日）
- 本田正重（船橋、4月3日）
- 松戶政也（金澤、4月10日）
- 菊池一樹（帶廣、4月23日）
- 嘉藤貴行（東京、6月2日）
- 鹿戶雄一（東京、6月3日）
- 鈴木太一（金澤、7月3日）
- 中村將之（中京、7月8日）
- 小松丈二（佐賀、7月8日）
- 高倉稜（中京、7月15日）
- 宮崎北斗（札幌、8月11日）
- 白濱雄造（阪神、9月16日）
- 五十嵐雄祐（東京、10月8日）
- 西將太（帶廣、11月12日）

200勝
- 北澤伸也（京都、4月21日）
- 津村明秀（札幌、7月21日）
- 丸田恭介（中山、9月22日）
- 大野拓彌（新潟、10月27日）
- 丸山元氣（福島、11月4日）

300勝
- 三浦皇成（中山、3月4日）
- 杜滿萊（阪神、4月8日）
- 岩橋勇二（門別、7月31日）
- 北村友一（小倉、8月19日）
- 田邊裕信（中山、12月15日）

400勝
- 沼澤英知（門別、5月16日）
- 西謙一（帶廣、5月28日）
- 桑村真明（門別、7月25日）
- 濱中俊（阪神、9月23日）
- 太宰啟介（京都、11月17日）

500勝
- 柿原翔（名古屋、5月28日）
- 阿部武臣（帶廣、5月28日）
- 山崎誠士（川崎、6月14日）
- 小山信行（名古屋、7月19日）
- 櫻井拓章（門別、10月16日）

600勝
- 勝浦正樹（小倉、1月14日）
- 小牧太（阪神、4月15日）
- 武幸四郎（阪神、4月15日）
- 内田博幸（東京、6月10日）

700勝
- 秋山真一郎（京都、2月12日）

800勝
- 北村宏司（東京、2月12日）
- 大畑雅章（名古屋、4月19日）
- 森泰斗（大井、5月23日）
- 真島大輔（大井、6月8日）
- 池添謙一（京都、10月8日）
- 和田龍二（京都、11月4日）
- 佐佐木國明（門別、11月13日）

900勝
- 幸英明（小倉、1月21日）
- 佐藤哲三（京都、1月28日）
- 馬渕繁治（門別、6月21日）
- 岩田康誠（函館、6月30日）
- 石崎駿（船橋、9月3日）

1000勝
- 平瀨城久（金澤、8月7日）

1100勝
- 安藤勝己（京都、2月4日）
- 服部茂史（門別、8月1日）

1400勝
- 福永祐一（東京、5月20日）
- 倉兼育康（高知、6月2日）
- 坂下秀樹（門別、10月9日）

1500勝
- 長田進仁（佐賀、1月15日）
- 丸野勝虎（名古屋、5月16日）
- 松田道明（帶廣、6月25日）

1600勝
- 井上俊彥（門別、9月4日）

1700勝
- 五十嵐冬樹（浦和、12月12日）

1800勝
- 藤田伸二（函館、7月8日）

2000勝
- 戶崎圭太（船橋、3月14日）
- 村上忍（盛岡、10月20日）

2100勝
- 蛯名正義（中山、12月2日）

2300勝
- 橫山典弘（東京、6月9日）

2500勝
- 吉田稔（浦和、5月30日）
- 濱口楠彥（名古屋、6月22日）
- 木村健（園田、9月7日）
- 岡部誠（笠松、11月22日）

2800勝
- 山口龍一（門別、5月31日）

3000勝
- 岡崎準（福山、2月26日）
- 山口勲（佐賀、8月15日）

3300勝
- 藤本匠（帶廣、9月3日）

4000勝
- 川原正一（園田、2月7日）

### 練馬師
首勝
- 栗林信文（川崎、1月1日）
- 加藤誠一（川崎、1月3日）
- 的場直之（大井、1月16日）
- 吉村圭司（JRA阪神、3月24日）
- 今野貞一（JRA阪神、3月31日）
- 菅原勲（水澤、4月22日）
- 高橋文雅（東京、5月6日）
- 久保杉隆（大井、6月5日）
- 金成貴史（福島、6月16日）
- 渡邊貴光（船橋、6月18日）
- 蛯名利弘（函館、7月1日）
- 中川雅之（金澤、7月3日）
- 黑岩陽一（中山、9月9日）
- 山田質（川崎、11月6日）

100勝
- 後藤正義（笠松、1月23日）
- 荒川義之（京都、1月29日）
- 小笠倫弘（中山、3月3日）
- 川島正一（船橋、3月14日）
- 高橋優子（金澤、5月15日）
- 小牧毅（園田、6月7日）
- 庄子昭彥（大井、6月8日）
- 山本學（川崎、6月14日）
- 嶋田幸晴（大井、6月26日）
- 清水英克（新潟、8月26日）
- 本田優（小倉、9月2日）
- 本間忍（中山、9月9日）
- 高橋義博（東京、10月8日）
- 北出成人（阪神、12月2日）

200勝
- 南井克巳（小倉、1月28日）
- 田邊陽一（川崎、5月14日）
- 萱野浩二（福島、7月7日）
- 淺野洋一郎（新潟、8月18日）
- 畠山吉宏（中山、9月16日）
- 大江原哲（中山、12月9日）

300勝
- 加藤征弘（中山、3月25日）
- 中竹和也（福島、4月14日）
- 池江泰壽（京都、5月27日）
- 田村康仁（福島、6月24日）
- 米川昇（門別、7月16日）
- 堀井雅廣（中山、9月8日）

400勝
- 目野哲也（小倉、2月11日）
- 沖芳夫（京都、2月18日）
- 矢野義幸（川崎、4月13日）
- 矢野照正（福島、4月29日）
- 佐佐木晶三（中京、7月7日）
- 角居勝彥（中京、7月14日）
- 田中清隆（中山、12月23日）

500勝
- 田中敏和（名古屋、4月20日）
- 東真市（佐賀、5月4日）
- 藤崎一人（名古屋、5月16日）
- 山崎尋美（川崎、6月14日）
- 八木仁（川崎、7月3日）
- 村上慎一（帶廣、7月7日）
- 金田勇（帶廣、7月28日）
- 佐藤賢二（船橋、9月5日）
- 安田隆行（阪神、12月24日）

600勝
- 國枝榮（JRA中山、9月29日）

700勝
- 野口孝（浦和、5月31日）
- 山内研二（JRA福島、11月4日）

800勝
- 尾形充弘（札幌、8月11日）

900勝
- 橋口弘次郎（阪神、12月8日）

1000勝
- 竹下直人（名古屋、4月20日）
- 工藤英嗣（高知、5月12日）
- 伊藤和（盛岡、8月4日）
- 原孝明（門別、8月7日）
- 田中正二（門別、8月8日）

1100勝
- 三浦孝幸（帶廣、5月14日）

1500勝
- 柳江仁（金沢、5月8日）
- 尾瀨富雄（帶廣、11月4日）

2000勝
- 藤崎一男（名古屋、10月4日）
- 角田輝也（名古屋、10月15日）

## 誕生

### 馬匹
本年誕生的馬匹為2015年經典世代
- 1月21日 - Beruf
- 1月23日 - Tagano Azaghal
- 1月24日 - 故土真情[31]
- 1月21日 - 艾百碼頭
- 1月31日 - Sole Impact、Centurion
- 2月1日 - 至大光城、天外來客
- 2月2日 - 天照肯州[32]、Mondo Intero
- 2月5日 -  Lia Fail
- 2月6日 - Albiano
- 2月8日 - 覓奇妃[33]、守諾言
- 2月10日 - Shonan Adela
- 2月11日 - Westerlund、火聖杯
- 2月14日 - Sunday Wizard
- 2月17日 - 鴻鵠大志[34]
- 2月21日 - 真摯演說
- 2月27日 - 馬國之巔
- 3月1日 - 不撓真鋼[35]
- 3月4日 - Cat Coin
- 3月7日 - Clarity Sky、All Blush
- 3月9日 - 決勝周回
- 3月10日 - 北部玄駒[36]、里見皇冠[37]
- 3月13日 - 里見奔騰
- 3月14日 - 高尚駿逸[38]
- 3月17日 - Not Formal
- 3月22日 - 大鳴大放[39]、山勝最強
- 3月23日 - 野田金駒[40]
- 3月24日 - Molto Bene
- 3月28日 - 信子之夢[41]、White Fugue、Mitsuba
- 3月29日 - 喜氣洋溢
- 4月3日 - 蘇丹
- 4月4日 - Cool Hotarubi
- 4月5日 - Second Table
- 4月6日 - 唐吉快跑[42]、 Bright Emblem
- 4月7日 - 實搏活蹄
- 4月8日 - 由零開始[43]、勝者行、Grand Silk
- 4月11日 - Cross Krieger
- 4月12日 - 夢遊仙境
- 4月13日 - 疾飛猛火
- 4月14日 - 爵士藍調[44]、年輕力壯
- 4月20日 - Bulldog Boss
- 4月21日 - 猛力進攻、T M Jinsoku
- 4月22日 - 薑味烈酒
- 4月23日 - 東瀛稱霸
- 4月25日 - 合力贏
- 4月26日 - 賢者
- 4月27日 - Buchiko
- 4月28日 - Kokorono Ai
- 5月2日 - 烏月
- 5月8日 - 疾風之夢
- 5月9日 - Lalabel
- 5月13日 - Kafuji Take
- 5月14日 - 神將巴魯、Cryptogram、Andriette
- 5月22日 - 光亮利驥[45]
- 5月23日 - 大倫敦
- 5月25日 - 皇后寶戒[46]、Nobu Wild
- 8月21日 - 紅石榴

## 死亡

### 馬匹
- 1月7日 - 櫻花千代王
- 1月13日 - Chichicastenango
- 2月2日 - 不眠之夜
- 2月19日 - Mr.Cyclennon
- 3月6日 - Tokei Nisei
- 3月10日 - Dear Majesty
- 3月21日 - Admire Cosmos
- 4月7日 - 目白善信
- 4月8日 - 天狼象徵
- 4月26日 - Dyna Gulliver
- 5月6日 - Shin Chest
- 6月9日 - 礦之戀
- 6月22日 - Tall Poppy
- 6月23日 - 林肯
- 7月1日 - Andrea Chenier
- 7月28日 - Bamboo Begin
- 8月9日 - Carnegie
- 8月15日 - Oiwake Hikari
- 8月20日 - 愛麗世界
- 8月24日 -Gold Blitz
- 8月29日 - Sadae Riko
- 9月18日 - 赤鹿首長
- 10月7日 - Hokuto Sultan
- 10月15日 - Admire Groove
- 11月16日 - Nishino Hanaguruma
- 12月1日 - Meisho Qualia
- 12月10日 - 愛奔比

### 人物
- 1月23日 - 小島貞博（前騎師、練馬師）
- 2月4日 - 鴨川毅（練馬師）
- 2月15日 - 及川勉（競馬研究（今研究新聞）記者、日經電台賽事解説員）
- 4月16日 - 加藤修甫（前練馬師）
- 5月28日 - 淺見國一（前騎師、前練馬師、馬主、練馬師淺見秀一之父）
- 6月29日 - 武智政明（前騎師、練馬師）
- 11月21日 - 阿部雅一郎（東京馬主協會前副主席、東京馬主協會顧問、冠名為「ヒシアケ」之馬主）
- 12月25日 - 青木芳之（騎師）
- 12月26日 - 西川幸男（馬主、西部牧場創辦人）